# Grallomyces portoricensis
Grallomyces portoricensis är en svampart som beskrevs av F. Stevens 1918. Grallomyces portoricensis ingår i släktet Grallomyces, divisionen sporsäcksvampar och riket svampar.   Inga underarter finns listade i Catalogue of Life.